# Кажаево
Кажа́ево (баш. Ҡужай)  — деревня в Учалинском районе Республики Башкортостан Российской Федерации. Входит в состав Тунгатаровского сельсовета.

## География

### Географическое положение
Расстояние до:
- районного центра (Учалы): 73 км,
- ближайшей железнодорожной станции (Курамино): 33 км.

## Население
| 2002 | 2009 | 2010 |
| ---- | ---- | ---- |
| 74   | ↘66  | ↘57  |

Национальный состав
Согласно переписи 2002 года, преобладающая национальность — башкиры (96 %).

## Достопримечательности
Рядом находится озеро Карагайкуль - памятник природы.